# Firouzophrynus
Firouzophrynus – rodzaj płazów bezogonowych z rodziny ropuchowatych (Bufonidae).

## Rozmieszczenie geograficzne
Rodzaj obejmuje gatunki występujące na Półwyspie Arabskim w Arabii Saudyjskiej, Omanie, Jemenie i Zjednoczonych Emiratach Arabskich; oraz w Azji Zachodniej i Południowej we wschodnim Iranie, Afganistanie, Pakistanie, Indiach, Bangladeszu, Nepalu i Bhutanie.

## Systematyka
Rodzaj zdefiniowała w 2020 roku para irańskich herpetologów – Barbod Safaei-Mahroo i Hanyeh Ghaffari – w publikacji ich autorstwa zatytułowanej Kompletny przewodnik po płazach Iranu: biologia, ekologia i ochrona. Gatunkiem typowym jest (oryginalne oznaczenie) F. olivaceus.

### Etymologia
Firouzophrynus: Eskandar Firouz (1926–2020), irański ekolog i polityk, pierwszy dyrektor Departamentu Środowiska w Iranie; gr. φρυνη phrunē, φρυνης phrunēs ‘ropucha’.

### Podział systematyczny
Do rodzaju należą następujące gatunki:
- Firouzophrynus dhufarensis (Parker, 1931)
- Firouzophrynus hololius (Günther, 1876)
- Firouzophrynus olivaceus (Blanford, 1874)
- Firouzophrynus peninsularis (Rao, 1920)
- Firouzophrynus stomaticus (Lütken, 1864)